# Schleich (municipio)
Schleich es un municipio situado en el distrito de Tréveris-Saarburg, en el estado federado de Renania-Palatinado (Alemania). Tiene una población estimada, a fines de noviembre de 2024, de 240 habitantes.
Forma parte de la mancomunidad de municipios (verbandsgemeinde) de Schweich an der Römischen Weinstraße.
Está ubicado cerca de la ciudad de Tréveris, de la orilla del río Mosela —uno de los principales afluentes del Rin— y de la frontera con Luxemburgo.